# Edotia bilobata
Edotia bilobata är en kräftdjursart som beskrevs av Nordenstam 1933. Edotia bilobata ingår i släktet Edotia och familjen tånglöss. Inga underarter finns listade i Catalogue of Life.